# Meralgia parestesica
La meralgia parestesica è una delle sindromi da intrappolamento nervoso, riguardante il nervo cutaneo laterale della coscia.

## Epidemiologia
Colpisce prevalentemente i maschi adulti obesi, chi effettua lavori particolari o qualunque attività che preme a lungo nel passaggio del nervo cutaneo laterale della coscia (esempi: cinture strette, vestiti attillati). Dalla sua emergenza dalla radice L2, fra il muscolo quadrato dei lombi e la porzione lombare del muscolo ileopsoas, il nervo cutaneo laterale della coscia si porta lateralmente per passare sotto il legamento inguinale, nella sua parte più prossimale appena sotto la SIAS (spina iliaca antero-superiore) dell'ileo.

## Sintomatologia
Fra i sintomi e i segni clinici ritroviamo parestesie, ipoestesie o disestesie, che interessa la faccia esterna della coscia, la pelle interessata è poco sensibile agli stimoli esterni.

## Terapia
Normalmente risulta sufficiente evitare le cause che comportano tale disturbo (sollevamento di pesi eccessivi, cinture troppo strette e sovrappeso). La fisioterapia svolge un ruolo importante. Può essere utile l'utilizzo di bustino ortopedico in grado di alleviare i sintomi derivanti da compressione sul nervo. Nei casi in cui la componente dolore è invalidante è utile il ricorso a farmaci come Ossicodone e paracetamolo in associazione. Nei casi più gravi si può ricorrere ad intervento chirurgico.